# Bacillus
Bacillus este un gen de bacterii Gram-pozitive din încrengătura Bacillota. Termenul de „bacil” este utilizat și pentru a descrie forma de tijă a altor bacterii. Speciile de Bacillus pot fi fie obligatorii aerobe, care depind de prezența oxigenului, fie facultativ anaerobe, când pot supraviețui în absența oxigenului. Speciile de Bacillus cultivate sunt pozitive la testul pentru catalază dacă oxigenul a fost utilizat sau este prezent.
Speciile formează endospori ovali și pot rămâne în această stare latentă ani de zile.

## Specii
- B. alcalophilus
- B. alvei
- B. aminovorans
- B. amyloliquefaciens
- B. aneurinolyticus
- B. anthracis
- B. aquaemaris
- B. atrophaeus
- B. boroniphilus
- B. brevis
- B. caldolyticus
- B. centrosporus
- B. cereus
- B. circulans
- B. clausii
- B. coagulans
- B. firmus
- B. flavothermus
- B. fusiformis
- B. galliciensis
- B. globigii
- B. infernus
- B. larvae
- B. laterosporus
- B. lentus
- B. licheniformis
- B. megaterium
- B. mesentericus
- B. mucilaginosus
- B. mycoides
- B. natto
- B. pantothenticus
- B. polymyxa
- B. pseudoanthracis
- B. pumilus
- B. schlegelii
- B. sphaericus
- B. sporothermodurans
- B. stearothermophilus
- B. subtilis
- B. thermoglucosidasius
- B. thuringiensis
- B. vulgatis
- B. weihenstephanensis